# Jan Kczewski
Jan Bogusław Kczewski herbu Lewart odmienny (zm. w 1677 roku) – pisarz ziemski lęborsko-bytowski w 1665 roku.
Syn Samuela i Zuzanny ze Schlichtingów. Żonaty z Barbarą Przebendowską, miał syna Piotra Ernesta.
Poseł sejmiku generalnego pruskiego na sejm 1658 roku, 1664/1665 roku, 1665 roku, oba sejmy 1666 roku, sejm 1667 roku i sejm nadzwyczajny 1668 roku.